# Rejon Nəsimi
Nəsimi rayonu – jeden z 12 rejonów miasta Baku. Graniczy z rejonami miejskimi: Yasamal, Sabail, Xətai, Nərimanov i Binəqədi. W 2012 r. rejon zamieszkiwało na stałe 215 120 osób.
W rejonie Nəsimi znajduje się siedziba dyrekcji Kolei Azerbejdżańskich, Akademii Muzycznej, Azerbejdżańskiego Uniwersytetu Medycznego, Azerbejdżańskiego Uniwersytetu Językoznawstwa, Uniwersytetu Azerbejdżańskiego, Bakijskiego Uniwersytetu Słowiańskiego oraz Azerbejdżańskiego Państwowego Uniwersytetu Ropy Naftowej i Przemysłu.

## Historia
Rejon Nəsimi w Baku ustanowiono 13 czerwca 1969 r.

## Transport
Przez rejon przebiega linia nr 1, linia nr 2 i linia nr 3 bakijskiego metra. Na obszarze rejonu leżą stacje Memar Əcəmi i 28 May.